# Croxley metróállomás
A Croxley a londoni metró egyik állomása a 7-es zónában, a Metropolitan line érinti.

## Története
Az állomást 1925. november 2-án a Metropolitan line részeként nyitották meg Croxley Green néven. 1949. május 23-án átnevezték Croxley-ra.

## Forgalom
| Járat | Útvonal | Gyakoriság       |
| ----- | --- | ---------------- |
|       | (Aldgate – Liverpool Street – Moorgate – Barbican – Farringdon – King’s Cross St. Pancras – Euston Square – Great Portland Street –) Baker Street – Finchley Road – Wembley Park – Preston Road – Northwick Park – Harrow-on-the-Hill – North Harrow – Pinner – Northwood Hills – Northwood – Moor Park – Croxley – Watford | 10-15 percenként |
|       | Watford → Croxley → Rickmansworth | Napi 1           |

## Átszállási kapcsolatok
| Állomás | Átszállási kapcsolatok                      |
| ------- | ------------------------------------------- |
| Croxley | Helyi buszok (Croxley Metropolitan Station) |

## Fordítás
- Ez a szócikk részben vagy egészben  a   Croxley tube station című angol Wikipédia-szócikk fordításán alapul.  Az eredeti cikk szerkesztőit annak laptörténete sorolja fel. Ez a jelzés csupán a megfogalmazás eredetét és a szerzői jogokat jelzi, nem szolgál a cikkben szereplő információk forrásmegjelöléseként.